# FK Trepča
FK Trepča (vollständiger offizieller Name auf serbisch Фудбалски клуб Трепча Косовска Митровица Fubalski klub Trepča Kosovska Mitrovica), gewöhnlich als Trepča bekannt, ist die Fußballabteilung von Trepča Kosovska Mitrovica, einem serbischen Sportverein mit Sitz in Mitrovica.
Aufgrund der Folgen des Kosovokrieges, gründeten 1999 die Kosovo-Albaner der Stadt einen eigenen Verein, den KF Trepça (albanische Bezeichnung für FK Trepča). So gab es zwei Klubs in der Stadt mit praktisch den gleichen Namen. 2010 fusionierte bzw. ging der lokalen serbischen Fußballklub Partizan Kosovska Mitrovica in Trepča auf.

## Name
Der Fußballklub Trepča wurde nach dem ehemaligen Industriekombinat bzw. Bergwerk Trepča nordöstlich von Kosovska Mitrovica benannt. Der Name selbst leitet sich vom serbischen Wort trep bzw. trepće ab, was so viel wie „blinkt“ oder „etwas blinkt“ bedeutet. Ein Spitzname der Mannschaft ist Trepčani, was „Trepčaner“ bedeutet, aber gleichzeitig auch mit „Die Blinkenden“ zu übersetzen ist. 
Der in Trepča aufgegangene Fußballklub Partizan Kosovska Mitrovica wurde zu Ehren der jugoslawischen Volksbefreiungsarmee benannt, eine kommunistische-militärische Partisanen-Formation, die in einem Guerillakrieg gegen den faschistische Besatzung Jugoslawiens, durch das nationalsozialistische Deutschland und seine Verbündeten Italien, Ungarn sowie Kroatien, das unter der Herrschaft der faschistischen Ustaša-Bewegung unter Ante Pavelić stand, während des Zweiten Weltkriegs kämpfte.

## Geschichte

Das Logo des FK Trepča zu den Zeiten Jugoslawiens.

Der Verein wurde 1932 von serbischen Arbeitern des Bergwerks Trepča in Kosovska Mitrovica unter dem Namen Fudbalski klub Trepča Kosovska Mitrovica im Königreich Jugoslawien gegründet. Vom Gründungsjahr bis 1938 hatte der Verein noch keinen eigenen Spielort, so trainierte und spielte er auf einem Spielfeld in der benachbarten Stadt Zvečan. 1938 wurde schließlich ein kleines Spielfeld gebaut, indem Trepča bis nach dem Zweiten Weltkrieg seine Spiele austrug. Später erhielt man eine eigene Spielstätte, das Trepča-Stadion in Kosovska Mitrovica, das etwa 30.000 Zuschauern Platz bot. Schon zu der Zeit bestand die Mannschaft überwiegend aus jugoslawischen Spielern serbischer, aber auch kosovo-albanischer Abstammung. 
Während des Zweiten Weltkriegs spielten die kosovo-albanischstämmigen Spieler vom Trepča im albanischen Fußballverein „KF Skënderbeu“, welcher während des Zweiten Weltkriegs aktiv war. Nach Ende des Kriegs, stand der Verein lange im Schatten zahlreicher jugoslawischer Verein. 1977 folgte jedoch der erste große Erfolg für den Verein, den er in die erste jugoslawischen Liga aufstieg. Der Aufstiegskader bestand überwiegend aus Serben, aber auch aus Kosovo-Albanern. 
Im darauffolgenden Spielzeit 1977/78 stieg jedoch der Verein als letzter wieder in die zweite Liga ab, jedoch schaffte es Trepča bis ins jugoslawische Pokalfinale, wo man jedoch NK Rijeka knapp mit 0:1 nach Verlängerung unterlag. Während dieser Periode wurde der Verein unter seinem Spitznamen Rudari („Die Minenarbeiter“) bekannt, und die Trepča-Spieler Dragan Mutibarić, Dragan Simeunović und Vladan Radača gehörten zum Kader der Jugoslawischen Fußballnationalmannschaft. Aufgrund der Folgen des Kosovokrieges, gründeten 1999 die Kosovo-Albaner der Stadt einen eigenen Verein, den KF Trepça (albanische Bezeichnung für FK Trepča). So gab es zwei Klubs in der Stadt mit praktisch den gleichen Namen. 
2010 fusionierte Trepča mit dem lokalen serbischen Fußballklub Partizan Kosovska Mitrovica, der im Jahr 1954 gegründet wurde. Im April 2013 absolvierte Trepča ein Freundschaftsspiel gegen den serbischen Spitzenverein Partizan in der serbischen Hauptstadt Belgrad. Ausgetragen wurde das Spiel im Teleoptik-Sportzentrum, welches sie knapp mit 2:3 verloren. Beide Tore für Trepča erzielte Perica Ilić.

## Stadion
Vom Gründungsjahr 1932 bis 1938 hatte der Verein noch keinen eigenen Spielort. Man trainierte und spielte auf einem Spielfeld in der benachbarten Stadt Zvečan. 1938 wurde schließlich ein kleines Spielfeld gebaut, auf dem Trepča bis nach dem Zweiten Weltkrieg seine Spiele austrug. Später erhielt der Verein ein eigenes Stadion, das Trepča-Stadion in Kosovska Mitrovica, das etwa 30.000 Zuschauern Platz bot. Dort spielte man bis zum Ausbruch des Kosovokrieges seine Heimspiele. 
Nach dem Krieg 1999 war die Stadt in einen Südteil mit fast ausschließlich albanischer und einen Nordteil mit überwiegend serbischer Bevölkerung aufgeteilt. Während des Krieges flohen zahlreiche Serben und Nicht-Albaner in den Nordteil der Stadt bzw. wurden vertrieben. Es folgten am 17. März 2004 die landesweiten pogromartigen März-Ausschreitungen gegen die serbische bzw. nicht-albanische Bevölkerung vonseiten extremistischer Albaner, was die Teilung der Stadt nur verstärkte.
Da sich das Trepča-Stadion im Südteil der Stadt befindet, ist es der serbischen Mannschaft nicht möglich, im Heimstadion aufzulaufen. Zurzeit spielen nur albanische Mannschaften im Trepča-Stadion, darunter KF Trepça, die das Stadion praktisch annektiert und schließlich einseitig umbenannt haben. Das Trepča-Stadion wird von der kosovo-albanischen Bevölkerung als Stadiumi Olympik Adem Jashari bezeichnet, nach Adem Jashari, einen ehemaligen Anführer der albanischen paramilitärischen Rebellenorganisation UÇK, von der nicht-albanischen Bevölkerung aber weiterhin Trepča-Stadion genannt. Beide Stadtteile sind durch zwei Straßenbrücken und einen Fußgängersteg über den Fluss Ibar verbunden. Die Stadt wird wie alle Städte des Kosovo von KFOR-Truppen bewacht. Aufgrund dieser gegenwärtigen schwierigen politischen Situation trägt Trepča seine Heimspiele im nahen Zvečan aus, im 3500 Zuschauer fassenden Zvečan-Stadion.

## Vereinsfarben
Die Vereinsfarben von FK Trepča sind Grün und Schwarz, die auch im Wappen der Stadt enthalten sind, und waren auch die Farben vor der Fusion bzw. Integration von Partizan Kosovska Mitrovica in den Verein. Vor der Fusion der beiden serbischen Klubs, waren Schwarz und Weiß die ursprünglichen Vereinsfarben von Partizan Kosovska Mitrovica. Inspiriert war der Verein vom serbischen Spitzenverein Partizan Belgrad, dessen Hauptfarben ebenfalls Schwarz-Weiß sind. Zu den Vereinsfarben gehörten auch die Farben Rot und Blau. So trugen die Auswärtstrikots von Partizan Kosovska Mitrovica diese Farben, die symbolisch für die Hauptfarben der Serbischen Flagge standen. Ähnlich war es bzw. ist es noch bei Partizan Belgrad.

## Vereinssponsoren
Während der Zeiten Jugoslawiens, war das Bergwerk Trepča ein finanzieller Unterstützer des Vereins. Während der Spielzeit 2012/13 ist Dynamic Trade Zvečan, eine lokale Firma, ein Sponsor des Klubs.

## Erfolge
Der Meisterschaftswettbewerb bzw. Pokalwettbewerb von Kosovo und Metohien, waren damals ein regionaler serbischer Wettbewerbe im Ligasystem des ehemaligen Jugoslawien. 
- Meister der zweiten jugoslawischen Liga (1) 1977
- Meister der serbischen Provinz Kosovo und Metochien (6): 1947, 1949, 1950, 1952, 1955, 1992
- Jugoslawischer Pokalfinalist (1): 1978
- Pokalsieger der serbischen Provinz Kosovo und Metochien (1): 1992

## Bekannte Spieler
- Mirza Golubica
- Dragan Mutibarić
- Isa Sadriu
- Dragan Simeunović
- Miško Stolić
- Vladan Radača
- Nikola Lazetić